# Owen Motor Carriage Company
Owen Motor Carriage Company, vorher Phoenix Motor Vehicle & Engine Company, war ein US-amerikanischer Hersteller von Kraftfahrzeugen.

## Unternehmensgeschichte
Die Brüder Ralph R. und Raymond M. Owen betrieben die R. M. Owen Carpet Cleaning and Rug Manufacturing Company in Cleveland in Ohio. Sie stellten ab 1899 nebenbei einige Personenkraftwagen und Nutzfahrzeuge her. Der Markenname lautete Owen. Erst im Februar 1900 gründeten sie dafür die Phoenix Motor Vehicle & Engine Company. Nun  wurde ein Teil der Fahrzeuge als Phoenix vermarktet. Bereits im Sommer 1900 erfolgte die Umfirmierung in Owen Motor Carriage Company. 1901 endete die Produktion. Die Owen-Brüder betrieben später die R. M. Owen & Company.
Weitere US-amerikanische Hersteller von Personenkraftwagen, die den Namen Owen im Markennamen enthielten, waren Owen Motor Car Company, Owen Thomas Motor Car Company und Owen Magnetic.

## Fahrzeuge
Zumindest die ersten Fahrzeuge hatten einen Ottomotor mit 8 PS Leistung.
Einige Fahrzeuge waren reine Pkw, andere Lieferwagen. Die meisten waren allerdings für beide Zwecke geeignet. Die hinteren Sitze konnten leicht montiert und wieder entfernt werden.